# Municipio de Goshen (Kansas)
El municipio de Goshen (en inglés: Goshen Township) es un municipio ubicado en el condado de Clay en el estado estadounidense de Kansas. En el año 2010 tenía una población de 60 habitantes y una densidad poblacional de 0,66 personas por km².

## Geografía
El municipio de Goshen se encuentra ubicado en las coordenadas 39°31′16″N 97°0′51″O / 39.52111, -97.01417. Según la Oficina del Censo de los Estados Unidos, el municipio tiene una superficie total de 91.24 km², de la cual 91,05 km² corresponden a tierra firme y (0,2 %) 0,19 km² es agua.

## Demografía
Según el censo de 2010, había 60 personas residiendo en el municipio de Goshen. La densidad de población era de 0,66 hab./km². De los 60 habitantes, el municipio de Goshen estaba compuesto por el 96,67 % blancos, el 1,67 % eran asiáticos y el 1,67 % eran de una mezcla de razas. Del total de la población el 0 % eran hispanos o latinos de cualquier raza.